# Phaedyma
Phaedyma är ett släkte av fjärilar. Phaedyma ingår i familjen praktfjärilar.

## Bildgalleri

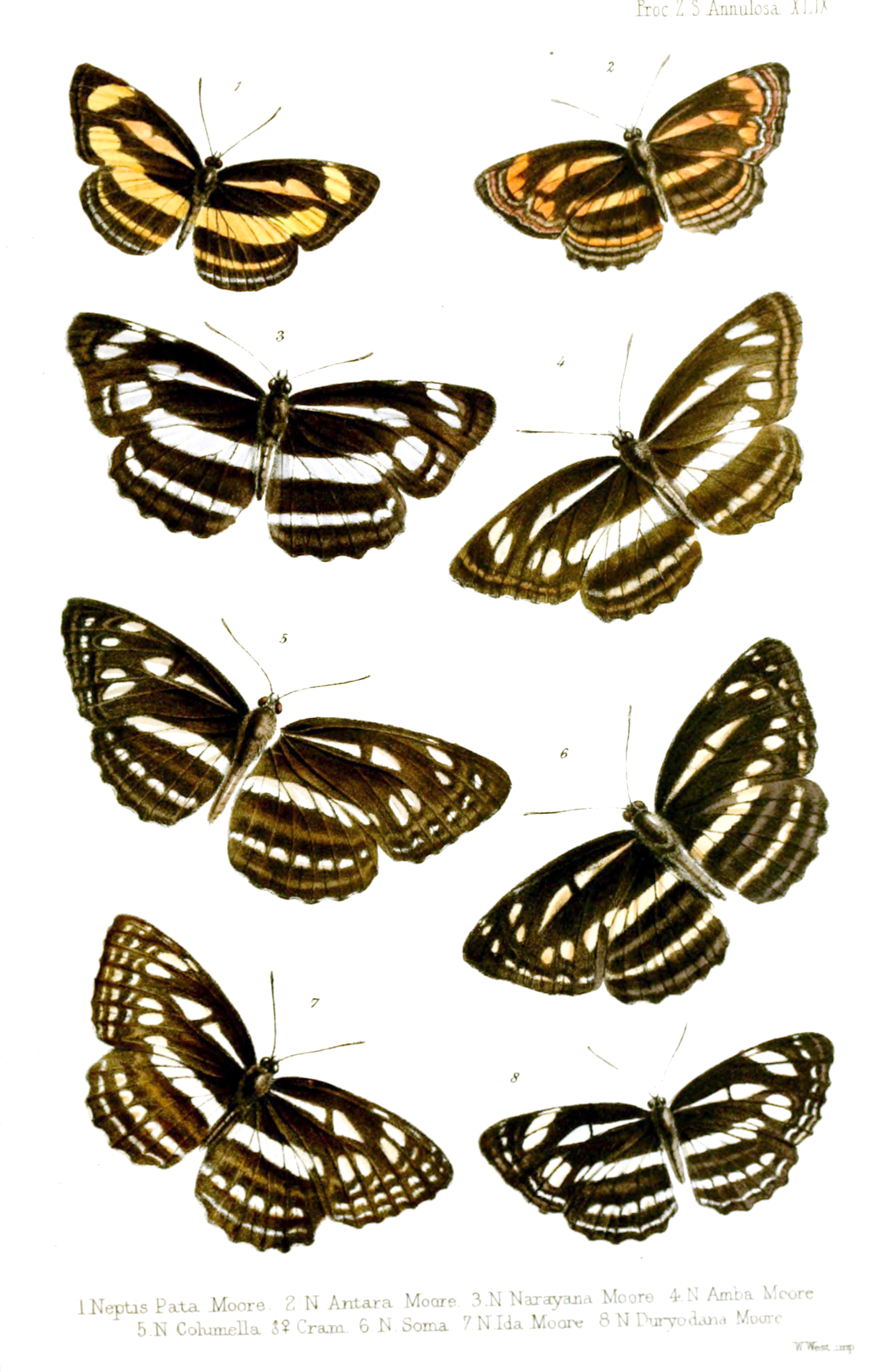

## Dottertaxa tillPhaedyma, i alfabetisk ordning[1]
- Phaedyma adonara
- Phaedyma ahas
- Phaedyma albescens
- Phaedyma alesia
- Phaedyma amphion
- Phaedyma ampliata
- Phaedyma amydra
- Phaedyma angara
- Phaedyma aspasia
- Phaedyma astraea
- Phaedyma bataviana
- Phaedyma baweana
- Phaedyma cerne
- Phaedyma chinga
- Phaedyma columella
- Phaedyma columena
- Phaedyma damia
- Phaedyma daria
- Phaedyma donata
- Phaedyma eblis
- Phaedyma eleuthera
- Phaedyma eremita
- Phaedyma eumeneia
- Phaedyma expectata
- Phaedyma falda
- Phaedyma fissizonata
- Phaedyma graciella
- Phaedyma gregalis
- Phaedyma guimarensis
- Phaedyma hata
- Phaedyma helicopis
- Phaedyma heliodora
- Phaedyma heliopolis
- Phaedyma hiereia
- Phaedyma kangeana
- Phaedyma kankena
- Phaedyma karimondjawae
- Phaedyma kathmandia
- Phaedyma keyensis
- Phaedyma lombokiana
- Phaedyma lydda
- Phaedyma maculosa
- Phaedyma martabana
- Phaedyma mastusia
- Phaedyma melaleuca
- Phaedyma mesogaia
- Phaedyma mucia
- Phaedyma nectens
- Phaedyma nerio
- Phaedyma nilgirica
- Phaedyma ophiana
- Phaedyma ophianella
- Phaedyma osima
- Phaedyma parvimacula
- Phaedyma pellucidus
- Phaedyma pisias
- Phaedyma polionota
- Phaedyma reducta
- Phaedyma rothschildi
- Phaedyma sarabaita
- Phaedyma shepherdi
- Phaedyma singa
- Phaedyma soror
- Phaedyma sumbana
- Phaedyma ternatensis
- Phaedyma tonkiniana
- Phaedyma variabilis
- Phaedyma vella
- Phaedyma viridens